# Roy Eccles

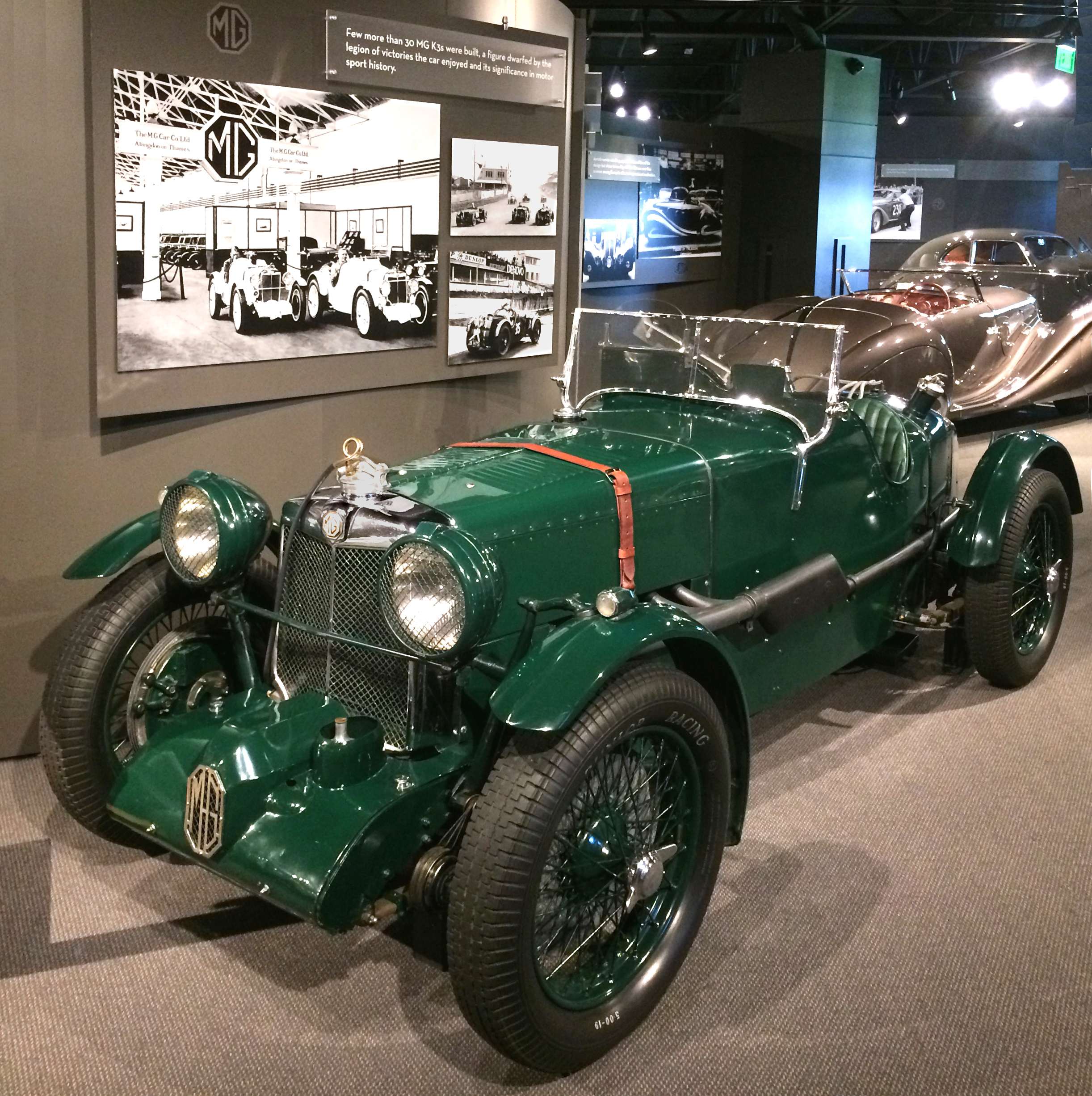
Der von Roy Eccles beim 24-Stunden-Rennen von Le Mans 1934 gefahrene MG K3

Roy Hector Eccles (* 2. Dezember 1900 in Neath; † 17. Januar 1938 in Staines-upon-Thames) war ein britischer Autorennfahrer und der Ehemann von Marjorie Eccles. 

## Familie
Roy Eccles war der Sohn von Herbert Eccles (1857–1928)  und dessen Ehefrau Alexandra (1873–1927) . Er hatte drei ältere Schwestern und einen acht Jahre jüngeren Bruder. Lindsey Eccles folgte seinem Bruder in den Motorsport und bestritt wie er vor allem Sportwagenrennen. Roy Eccles war zweimal verheiratet. Der ersten Ehe mit Phyllis Wright entstammten die beiden Töchter Joan und Gillian. Seine zweite Ehefrau Marjorie teilte mit ihm die Passion für den Motorsport.

## Karriere als Rennfahrer
Roy Eccles war ein professioneller Cricketspieler, als er 1933 mit dem Motorsport begann. Sein größter internationaler Erfolg stammte aus der Anfangszeit seiner Karriere. Gemeinsam mit Charles Martin fuhr der beim 24-Stunden-Rennen von Le Mans 1934 einen MG K3 an die vierte Stelle der Gesamtwertung und gewann die Fahrzeugklasse bis 1,1 Liter Hubraum. 1934 erwarb er einen Lagonda Rapier, mit dem er in den folgenden Jahren vor allem in Brooklands am Start war. 1935 gewann er dort das Bank Holiday Meeting. Eccles ließ den Lagonda mehrmals umbauen, sodass er kaum mehr in seiner ursprünglichen Form erkennbar war und von ihm als Rapier Spezial gemeldet wurde. 1937 fuhren Roy und Marjorie gemeinsam Autorennen. Mit dem Rapier siegten sie unter anderem im Donington Park, beim Shelsley Walsh Speed Hill Climb und in Brighton. In Le Mans startete Marjorie im familieneigenen Singer 9 Le Mans gemeinsam mit Freddie de Clifford, fiel aber mit Zündungsschaden aus. 
Roy Eccles starb im Januar 1938 an einer Hirnblutung.

## Statistik

### Le-Mans-Ergebnisse
| Jahr | Team       | Fahrzeug | Teamkollege    | Platzierung            | Ausfallgrund |
| ---- | ---------- | -------- | -------------- | ---------------------- | ------------ |
| 1934 | Roy Eccles | MG K3    | Charles Martin | Rang 4 und Klassensieg |              |